# Alexander City
För andra betydelser, se Alexander (olika betydelser).
Alexander City är en stad i den amerikanska delstaten Alabama med en yta av 101,0 km² och en befolkning, som uppgår till 15 131 invånare (2009). Av befolkningen är cirka 27 % afroamerikanska.
Staden är belägen i den östra delen av delstaten 70 kilometer nordost om huvudstaden Montgomery, och cirka 70 kilometer väster om gränsen mot Georgia.